# Нарсаарсук
Нарсаарсýк или Нарссарссýк (МФА: [nɑˈsːɑːsːuk], англ. Narsaarsuk; Narssârssuk) — заброшенный прибрежный посёлок на южном берегу залива Байлот (англ. «Bylot Sound», также называемого «North Star Bay») в северо-западной Гренландии, расположенный в непосредственной близости от современной авиабазы Питуффик (ранее — авиабаза Туле).

## История
Нарсаарсук был заселён инуитами ещё в XIX веке. К 1918 году посёлок прекратил своё существование и был упразднён.
В 1968 году Boeing B-52 с атомными бомбами типа B28 потерпел крушение в проливе Байлот к северу от Нарсаарсука. Район был загрязнен плутонием.
В 1987 году в поселении построен склад, поскольку около десяти семей жили там и охотились зимой несмотря на высокий уровень радиации.